# MA45217
MA45217 est un objet transneptunien n'ayant pas encore de désignation MPC. 

## Caractéristiques
MA45217 n'a un arc d'observation que d'un peu plus de 1 jour en 2006.